# È venerdì, non mi rompete i coglioni
È venerdì, non mi rompete i coglioni è un singolo del cantautore italiano Luciano Ligabue, il terzo estratto dall'undicesimo album in studio Made in Italy e pubblicato 20 gennaio 2017.

## Descrizione
Terza traccia dell'album, il brano racconta l'avventura di Riko, protagonista dell'album, che un venerdì sera si reca con l'amico Carnevale in un locale ed ha un'avventura con vari personaggi. Il momento più cruento è l'incontro con dei ragazzi che arrivano a minacciarlo di morte.

## Tracce
1. È venerdì, non mi rompete i coglioni – 3:56

## Formazione
Musicisti
- Luciano Ligabue – voce, chitarra, arrangiamento
- Max Cottafavi – chitarra
- Federico Poggipollini – chitarra elettrica, cori
- Davide Pezzin – basso
- Luciano Luisi – tastiera, cori
- Michael Urbano – batteria, percussioni
- Massimo Greco – tromba, flicorno soprano
- Emiliano Vernizzi – sassofono tenore
- Corrado Terzi – sassofono baritono

Produzione
- Luciano Luisi – produzione, registrazione
- Claudio Maioli – produzione esecutiva
- Pino Pischetola – missaggio
- Antonio Baglio – mastering presso i Miami Mastering di Miami
- Stephen Marcussen – mastering presso i Marcussen Mastering di Los Angeles
- Paolo De Francesco – copertina
- Toni Thorimbert – fotografia